# Штефан Ферняк
Штефан Ферняк (словац. Štefan Fernyák; нар. 2 червня 1973, Дунайська Стреда, Трнавський край, Словацька Соціалістична Республіка, ЧССР) — чехословацький, у подальшому чеський та словацький борець вільного стилю, бронзовий призер чемпіонату Європи, учасник двох Олімпійських ігор.

## Життєпис
Боротьбою почав займатися з 1981 року. На початку спортивної кар'єри на міжнародному рівні виступав за чехословацьку збірну. У її складі у 1989 році став бронзовим призером чемпіонату Європи серед юніорів, срібним призером чемпіонату Європи серед юніорів 1991 року. Того ж року здобув бронзову медаль чемпіонату світу серед молоді. У 1992 році представляв Чехію на чемпіонаті Європи серед молоді, де здобув срібну нагороду. 1993 року дебютував у складі словацької збірної на чемпіонаті Європи серед дорослих, на якому став бронзовим призером. Також представляв Словаччину на двох Олімпійських іграх.
Виступав за спортивний клуб «Дунайплавба» Братислава. Тренери — Любомир Логиня (з 1995), Дан Карабін (з 2001), Петр Хір'як (з 2003).

## Спортивні результати на міжнародних змаганнях

### Виступи на Олімпіадах
| Змагання                    | Збірна     | Вагова категорія          | Місце |
| --------------------------- | ---------- | ------------------------- | ----- |
| Літні Олімпійські ігри 2000 | Словаччина | вільна боротьба, до 63 кг | 8     |
| Літні Олімпійські ігри 2004 | Словаччина | вільна боротьба, до 66 кг | 16    |

### Виступи на Чемпіонатах світу
| Змагання                        | Збірна     | Вагова категорія          | Місце |
| ------------------------------- | ---------- | ------------------------- | ----- |
| Чемпіонат світу з боротьби 1991 | ЧСФР       | вільна боротьба, до 57 кг | 11    |
| Чемпіонат світу з боротьби 1994 | Словаччина | вільна боротьба, до 62 кг | 6     |
| Чемпіонат світу з боротьби 1995 | Словаччина | вільна боротьба, до 62 кг | 12    |
| Чемпіонат світу з боротьби 1997 | Словаччина | вільна боротьба, до 63 кг | 12    |
| Чемпіонат світу з боротьби 1998 | Словаччина | вільна боротьба, до 63 кг | 11    |
| Чемпіонат світу з боротьби 2001 | Словаччина | вільна боротьба, до 69 кг | 8     |
| Чемпіонат світу з боротьби 2002 | Словаччина | вільна боротьба, до 66 кг | 31    |
| Чемпіонат світу з боротьби 2003 | Словаччина | вільна боротьба, до 66 кг | 10    |

### Виступи на Чемпіонатах Європи
| Змагання                         | Збірна     | Вагова категорія          | Місце  |
| -------------------------------- | ---------- | ------------------------- | ------ |
| Чемпіонат Європи з боротьби 1992 | ЧСФР       | вільна боротьба, до 57 кг | 9      |
| Чемпіонат Європи з боротьби 1993 | Словаччина | вільна боротьба, до 62 кг | Бронза |
| Чемпіонат Європи з боротьби 1994 | Словаччина | вільна боротьба, до 62 кг | 20     |
| Чемпіонат Європи з боротьби 1995 | Словаччина | вільна боротьба, до 62 кг | 12     |
| Чемпіонат Європи з боротьби 1997 | Словаччина | вільна боротьба, до 63 кг | 6      |
| Чемпіонат Європи з боротьби 1998 | Словаччина | вільна боротьба, до 63 кг | 6      |
| Чемпіонат Європи з боротьби 1999 | Словаччина | вільна боротьба, до 63 кг | 9      |
| Чемпіонат Європи з боротьби 2001 | Словаччина | вільна боротьба, до 69 кг | 5      |
| Чемпіонат Європи з боротьби 2002 | Словаччина | вільна боротьба, до 66 кг | 8      |
| Чемпіонат Європи з боротьби 2004 | Словаччина | вільна боротьба, до 66 кг | 9      |

### Виступи на інших змаганнях
| Змагання                                                          | Збірна     | Вагова категорія          | Місце  |
| ----------------------------------------------------------------- | ---------- | ------------------------- | ------ |
| Гран-прі Німеччини з боротьби 1995                                | Словаччина | вільна боротьба, до 62 кг | 6      |
| Олімпійський кваліфікаційний турнір з боротьби 2000 (Мінськ)      | Словаччина | вільна боротьба, до 63 кг | 18     |
| Олімпійський кваліфікаційний турнір з боротьби 2000 (Лейпциг)     | Словаччина | вільна боротьба, до 63 кг | Бронза |
| Олімпійський кваліфікаційний турнір з боротьби 2000 (Токіо)       | Словаччина | вільна боротьба, до 63 кг | 4      |
| Олімпійський кваліфікаційний турнір з боротьби 2000 (Мехіко)      | Словаччина | вільна боротьба, до 63 кг | Бронза |
| Олімпійський кваліфікаційний турнір з боротьби 2000 (Александрія) | Словаччина | вільна боротьба, до 63 кг | Срібло |
| Гран-прі Німеччини з боротьби 2001                                | Словаччина | вільна боротьба, до 69 кг | 6      |
| Гран-прі Німеччини з боротьби 2002                                | Словаччина | вільна боротьба, до 66 кг | Бронза |

### Виступи на змаганнях молодших вікових груп
| Змагання                                       | Збірна         | Вагова категорія          | Місце  |
| ---------------------------------------------- | -------------- | ------------------------- | ------ |
| Чемпіонат Європи з боротьби серед юніорів 1989 | Чехословаччина | вільна боротьба, до 50 кг | Бронза |
| Чемпіонат Європи з боротьби серед юніорів 1991 | Чехословаччина | вільна боротьба, до 58 кг | Срібло |
| Чемпіонат світу з боротьби серед молоді 1991   | Чехословаччина | вільна боротьба, до 57 кг | Бронза |
| Чемпіонат Європи з боротьби серед молоді 1992  | Чехія          | вільна боротьба, до 57 кг | Срібло |